# Агентство Томпсон и Ко
«Агентство Томпсон и Ко» (фр. L'Agence Thompson and Co) — приключенческий роман, впервые опубликованный в 1907 году в газете «Le Journal» под именем Жюля Верна.

## Проблема авторства
О принадлежности романа перу Жюля Верна до сих пор ходят споры. Жан-Жюль Верн, внук писателя, не выражает сомнений в авторстве книги. Он утверждает, что ««Агентство Томпсон и Ко» — заведомо второстепенное произведение, своего рода пауза в непрерывном потоке книг, где преобладает драматический элемент, здесь же проскальзывают привычные интонации автора комедий, каким Жюль Верн был в юности».
Между тем имеются веские основания считать истинным автором книги Мишеля Верна, сына писателя. В письме от 12 октября 1895 года Верн-старший сообщает своему брату Полю: «Мишель только что провел восемь дней у меня, после работы над романом, идею которого подсказал ему я». К авторству Мишеля Верна склонялся и известный советский специалист по творчеству французского писателя Евгений Брандис.

## Сюжет
Молодой француз Робер Морган, оставшись без работы, подыскивает себе новое местечко. Случайно наткнувшись на объявление «Агентства Бейкер и Ко» о том, что они ищут гида-переводчика для плавания, Робер решает туда наняться. На следующий день разыгрывается битва двух компаний: оказалось, что «Агентство Томпсон и Ко» устроило точно такую же поездку и теперь поочерёдно с «Бейкером» снижает цену на билет, чтобы набрать больше пассажиров. В итоге «Томпсон» выигрывает, снизив цену до 40 фунтов. Морган нанимается к Томпсону.
Маршрут корабля таков: Лондон — Азорские острова — Острова Мадейра — Канарские острова — Лондон.
Во время поездки Робер знакомится с некоторыми пассажирами: молодым весельчаком-французом Роже де Соргом; вдовой-американкой Элис Линдсей (в которую влюбляется), её сестрой Долли Кларк (в которую влюбляется де Сорг) и её деверем Джеком Линдсеем; почтенным бакалейщиком Абсирфусом Блокхедом и его семьёй; надменным бароном Джорджем Гамильтоном и его семейством и др.
Джек Линдсей, после смерти брата, жаждет заполучить его состояние, по наследству перешедшее к Элис. Он хочет жениться на ней, но не остановится и перед более нечестными методами.
На острове Сан-Мигель, во время праздника Троицы, произошла массовая драка, во время которой из огромного, инкрустированного драгоценными камнями креста были похищены все драгоценности. За день до этого на «Симью», корабль Томпсона, приходят новые пассажиры, дон Игину де Вега с братьями, доном Криштофу и доном Жакопу. В то же время в Куррал-даш-Фрайаше Джек столкнул Элис в водоворот, из которого её спас Морган.
Правительство Азорских островов накладывает на все порты эмбарго (запрет на вход и выход из портов иностранных судов). По приказу Томпсона Пип, капитан «Симью», под покровом ночи выводит пароход из порта вместе с инспектором, проверявшим корабль. Вскоре драгоценности находятся: они были в желудках братьев де Вега, планировавших сбежать вместе с «Симью».
На острове Тенерифе, на самой вершине Тейде, Робер и Элис, оставшись одни, признались друг другу в своих чувствах.
После приключений на Канарских островах произошла авария: произошёл взрыв паровой печи, чуть не стоивший жизни механику, мистеру Бишопу. Едва доплыв до островов Зеленого Мыса, «Симью» медленно потонул, но пассажиры и персонал успели спуститься на землю.
На одном из островов, Сантьягу, куда и прибыли путешественники, был карантин. Однако он не помешал Бейкеру (тот, проиграв Томпсону, под вымышленным именем Саундерс оказался пассажиром «Симью» и стал придираться к любому отклонению от плана) забрать управление туристами в свои руки, нанять шхуну и отплыть с островов, содрав с Томпсона сорок фунтов за проезд.
Вскоре, в результате шторма, шхуна терпит крушение у африканского берега (опять же, ни одного пассажира не погибло). Робер Морган отправляется за подмогой к французской колонии Сенегал, но по пути его настиг Джек Линдсей и выстрелил в Моргана. Как подкошенный, Робер свалился на песок.
Собачка капитана Пипа, маленький Артимон, побежал на помощь к Моргану и привел его в чувства.
В это время лагерь туристов был захвачен арабами. Линдсей уже стал проводить свои козни, как вдруг напали французские солдаты.
Выяснилось, что настоящее имя Робера Моргана — маркиз Робер де Грамон…
История закончилось счастливо. Элис Линдсей стала маркизой де Грамон, а Долли Кларк — графиней де Сорг.

## Интересные факты
- Рукопись книги, которая хранится в городской библиотеке Нанта, выполнена Мишелем Верном. На первой странице указано оригинальное название романа — «Бюджетное путешествие» («Un Voyage économique»), оно перечеркнуто и сверху написано: «L'Agence Thompson and Co»[4].

- По Евгению Борисову, первый русский перевод романа печатался в 1908 году на страницах журнала «Путеводный огонек» (№№ 3-24)[5].